# Albrechtsorde

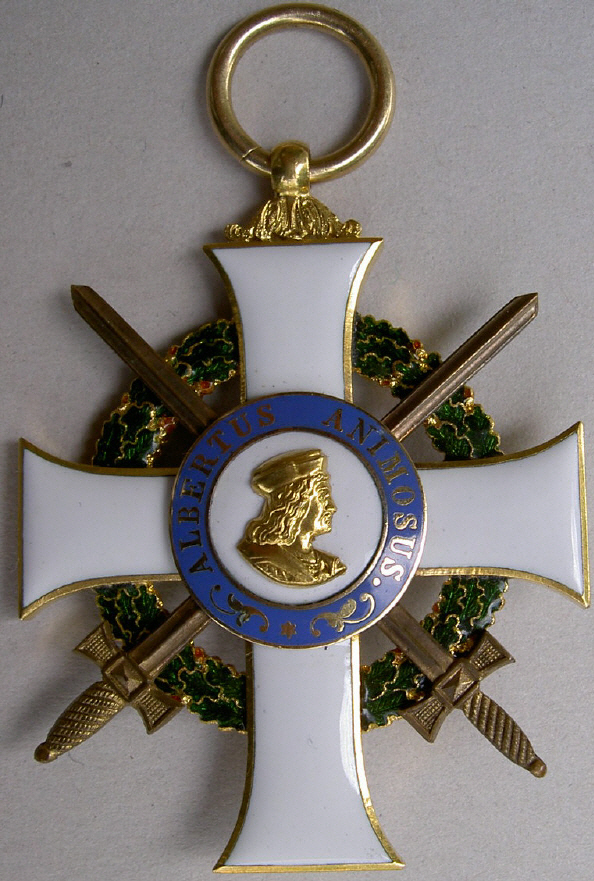
Ridder der Eerste Klasse

In 1850 stichtte de Saksische koning Frederik August II van Saksen een Albrechtsorde ter herinnering aan Albrecht van Saksen "de Kloekmoedige" (1443-1500). In 1860 werd de voor algemene verdienste in de maatschappij toegekende orde van verdienste met een oorlogsdecoratie (gekruiste zwaarden) uitgebreid. Wanneer iemand een decoratie met zwaarden had ontvangen en later in de Orde werd bevorderd werden de zwaarden aan de ring van het kleinood van de hogere klasse gedragen.
De Commandeurs en de hogere rangen dragen de zwaarden achter het kruis maar boven de eikenkrans maar de Ridders dragen de zwaarden boven hun kruis aan de ring.
Het juweel van de Orde is een wit geëmailleerd Latijns kruis waarop een medaillon met het vergulde portret van de hertog. Op de blauwe band staat "Albertus Animosus" geschreven. Achter het kruis is een krans van eikenbladeren gelegd. Een kroon dient als verhoging van het kruis.
Het lint van de Orde is groen met twee witte strepen langs de rand.

## Graden van de Albrechtsorde
GrootkruisHet Grootkruis wordt aan een breed lint over de rechterschouder gedragen De Grootkruisen dragen ook een zilveren of gouden ster op de linkerborst. In Saksen werden soms gouden in plaats van zilveren sterren verleend. Zo zijn er 68 grootkruisen met zwaarden en gouden ster bekend.
Commandeur der Eerste KlasseDe commandeurs der Eerste Klasse dragen het kruis van de Orde aan een lint om de hals en dragen op de linkerborst een plaque.
Commandeur der Tweede KlasseDe commandeurs der Tweede Klasse dragen het kruis van de Orde aan een lint om de hals
OfficierDe officieren dragen het kruis met gouden kroon maar zonder lint op de linkerborst.
Ridder der Eerste KlasseDe Ridders dragen het gouden wit geëmailleerde kruis van de Orde met de krans, eventueel met zwaarden en kroon of zwaarden zonder kroon aan een lint op de linkerborst.
Ridder der Tweede KlasseDe ridders dragen het zilveren wit geëmailleerde kruis van de Orde zonder kroon of krans aan een lint op de linkerborst met of zonder zwaarden afhankelijk van de tijd van verlening. zwaarden voor krijgsverdienste en zonder zwaarden in vredestijd
Kruizen van de OrdeHet Albrechtkruis is geheel van zilver en niet geëmailleerd.
De in 1870 ingestelde en aan de Orde verbonden medailles werden in 1876 weer opgeheven en de gouden medaille werd vervangen door het Albrechtkruis.

## Gedecoreerden
- Generaloberst Kurt Student, (Ridder der Tweede Klasse)
- Reichssportführer Hans von Tschammer und Osten, (Ridder der Tweede Klasse)

## Voetnoten
1. ↑  Opgaven van Weber/Arnold/Keil in "Sachsische Orden" 2004

Orde van de Kroon van Wijnruit ·
Militaire Orde van Sint-Hendrik ·
Orde van Burgerlijke Verdienste ·
Albrechtsorde ·
Maria-Anna-orde ·
Sidonia-orde ·
Orde van Verdienste

Zie ook: Ridderorden in Saksen